# فرنس نایرز
فرنس نایرز (انگلیسی: Ferenc Nyers؛ زادهٔ ۳ مارس ۱۹۲۷) بازیکن فوتبال اهل فرانسه است.
از باشگاه‌هایی که در آن بازی کرده‌است می‌توان به باشگاه ورزشی اتلتیکو جونیور، باشگاه فوتبال سن-اتین، باشگاه ورزشی لاتزیو، و باشگاه فوتبال استراسبورگ اشاره کرد.